# 牽阮的手
參數所指定的目標頁面不存在，建議更正成存在頁面或直接建立下列一個頁面（建立前請先搜尋是否有合適的存在頁面可以取代）：
- 牽阮的手 (歌曲)

《牽阮的手》(紀錄片)由導演莊益增與顏蘭權夫妻花五年時間共同執導的臺灣電影，於2010年完成，2011年公映。故事主要為紀錄出身臺南的社運人士田朝明醫師與田孟淑夫婦橫跨長達六十幾年的深情與大愛、兩人長期投入台灣民主運動的軌跡，也呈現臺灣半個多世紀的民主發展歷史，及展現社運人士對臺灣這片土地堅持永續的熱愛。

## 劇情內容
在保守的台灣1950年代，臺南縣山上鄉的臺南女中二年級學生田孟淑，因父母期望她成為法官，請了從日本留學回鄉、且相識的田朝明醫師來為女兒課後輔導，因有共同喜好使相差16歲的兩人相戀，但年齡差距且同姓的禁忌，讓雙親非常反對這段戀情，田孟淑與田朝明乃決定私奔。
在戒嚴時期的臺灣，親歷二二八事件的人權醫師田朝明與孟淑兩人冒死援救素昧平生的謝聰敏等政治犯，照顧黨外人士及家屬的身心健康、戴著斗笠、拿著麥克風參加黨外運動、上街頭示威抗議，不畏入獄犧牲。田夫婦兩人牽手見證了該年代人與人之間的情、人與土地之間的愛、美麗島事件、520農民運動、廢除刑法一百條等民主運動。
兩人一路相知相惜、牽手走過時代大風大浪及生命喜怒哀樂的真摯愛情，直到田朝明醫師因長年中風病痛於2010年逝世。
出身黨外的資深臺灣民主運動領袖陳菊將田孟淑與田朝明譽為「臺灣政治犯之母」。

## 拍攝經過
公共電視臺邀請出身屏東農家的莊益增及顏蘭權在拍攝完《無米樂》（2004）後於2006年著手開拍本片。由兩位導演及一位助理以少量人力處理大量的史料蒐集、考證、版權取得等工作。
馬英九政府執政後，公視要求剪掉關於1980年2月28日因美麗島事件而已遭逮捕的臺灣省議會議員林義雄母親及一對雙胞胎女兒慘遭殺害的林宅血案及鄭南榕與詹益樺為了言論自由而自焚等十幾分鐘的片段（田朝明夫婦的大女兒田秋堇是林義雄秘書、也是第一時間到林家親眼看見血跡斑斑及林義雄大女兒林奐均身中七刀而一息尚存的人，田孟淑則在臺北市立仁愛醫院代簽術前病危通知書），導演莊益增與顏蘭權因無法接受此要求而決定解約，賠還公視新臺幣311萬元。導演莊益增與顏蘭權寧可負債、耗盡家產、抵押土地也要忠實呈現。莊益增說：「這是良心問題，我不要對不起讓我拍的人，因為他們信任我，才讓我拍那麼久。」
莊益增說這部片是要獻給千千萬萬不知臉孔、不知名字的臺灣政治受難者，他也為了拍這部片而戒酒。
為捕捉主角記憶深處的深情與勇氣，本片納入8則共約20幾分鐘的動畫小故事。本片用了至少25首老歌。

## 所獲榮譽
2010年 台灣國際紀錄片雙年展「台灣獎首獎」

2010年 南方影展「不分類首獎」、「觀眾票選獎」

2010年 台北電影節「台北電影獎」入圍

2010年 台灣女性影像學會台灣國際女性影展 閉幕片

2011年 東京女性影展 邀映片

2012年 第49屆金馬獎「最佳紀錄片」入圍

## 外部連結
- 牽阮的手 （页面存档备份，存于）（官網）

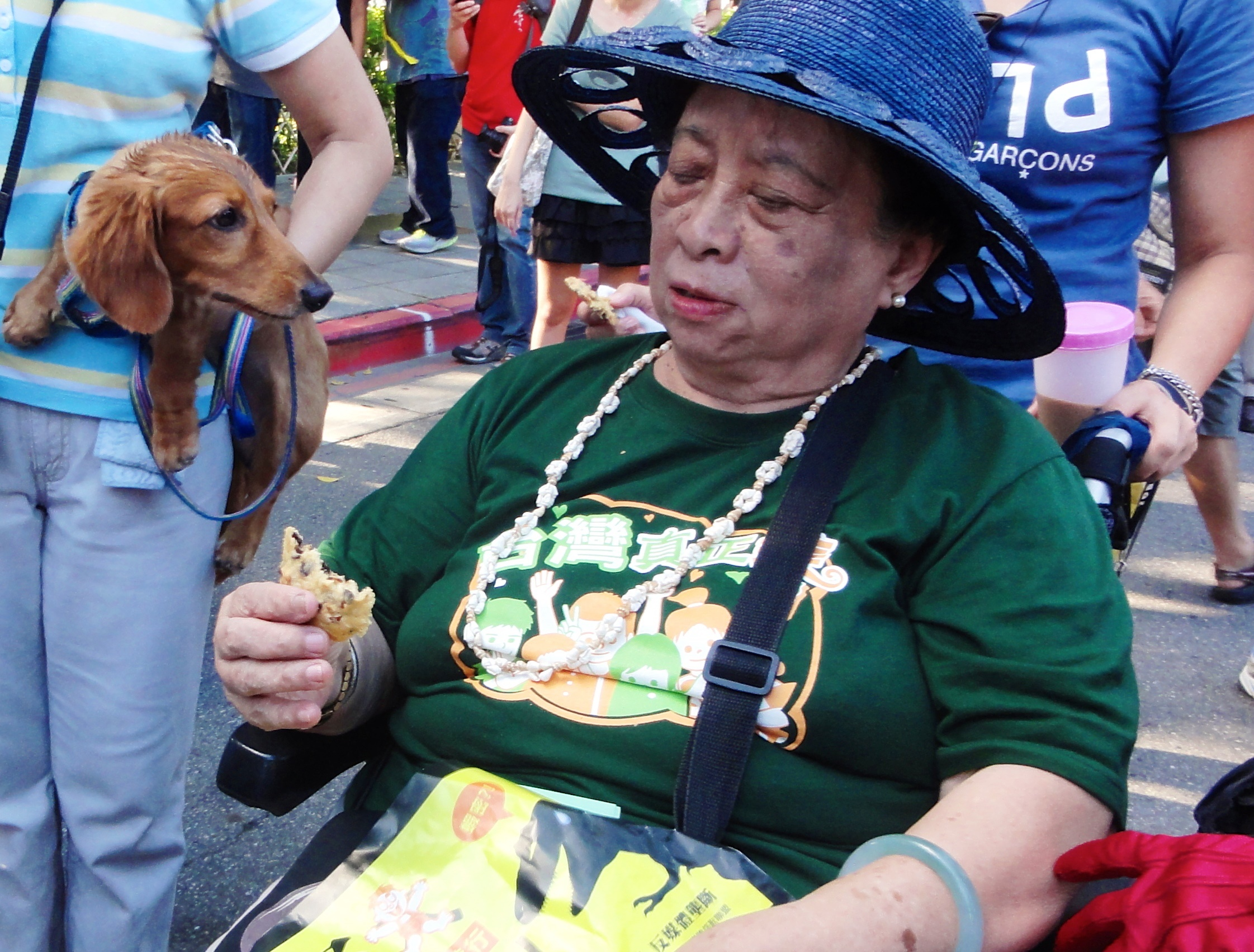
田孟淑參加2012年反媒體壟斷大遊行

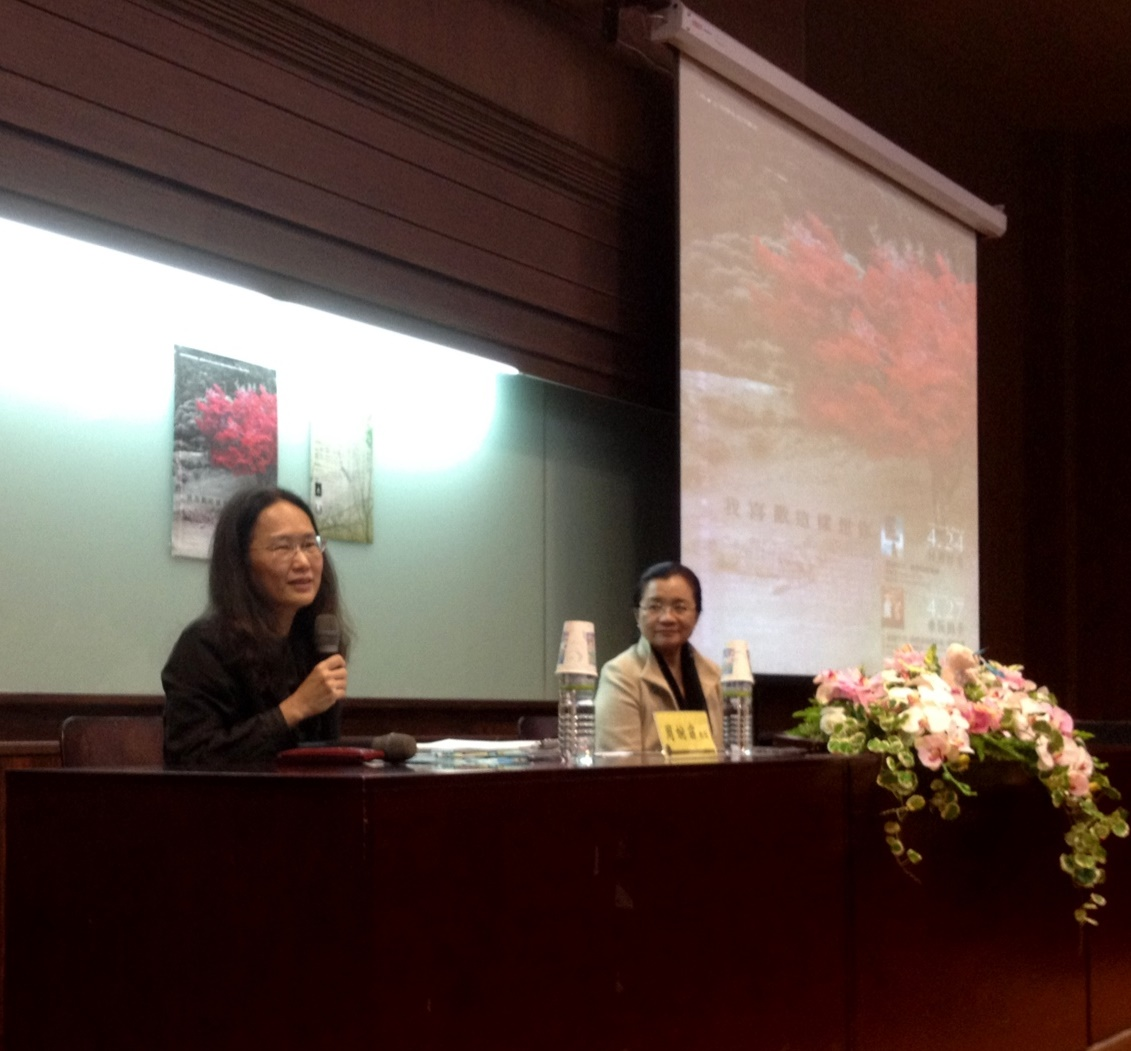
田朝明夫婦之女、立法委員田秋堇與臺大歷史系教授周婉窈在《牽阮的手》電影播放兼映後座談

- 牽阮的手(Hand in Hand)的Facebook專頁
- Yahoo奇摩電影上《牽阮的手》的資料（繁體中文）
- 開眼電影網上《牽阮的手》的資料（繁體中文）
- 豆瓣电影上《牽阮的手》的資料 （简体中文）
- 时光网上《牽阮的手》的資料（简体中文）
- 香港影庫上《牽阮的手》的資料（繁體中文）
- 互联网电影数据库（IMDb）上《牽阮的手》的资料（英文）
- 無米樂導演新作<牽阮的手> （页面存档备份，存于）, 新頭殼 NewTalk
- 女人來開講 田媽媽的愛情故事[], 新頭殼 NewTalk
- 廖錦桂, 牽阮的手, 我們的燦爛時光 （页面存档备份，存于）, 新新聞周刊1290期
- 台灣演義 ~~ 田媽媽的愛情故事, 2009/05/10：1/4 （页面存档备份，存于）、2/4 （页面存档备份，存于）、3/4 （页面存档备份，存于）、4/4
- 《牽阮的手》牽起台灣民主血淚史, 《生命力新聞》
- 聞天祥影評：牽阮的手　Hand in Hand[永久], KingNet影音台
- 《牽阮的手》，牽起台灣人的命運史
- 《牽阮的手》簡評（關於140分鐘短版與160分鐘長版）